# مارك باور (مصور)
مارك باور (بالإنجليزية: Mark Power)‏ هو مصور وأستاذ مدرسة بريطاني، ولد في 24 يونيو 1959 في Harpenden ‏ في المملكة المتحدة.

## وصلات خارجية
- الموقع الرسمي
- مارك باور على موقع ميوزك برينز (الإنجليزية)